# 7 años de matrimonio
Siete años de matrimonio o també 7 años de matrimonio, és una pel·lícula mexicana escrita per Natalia Armienta Oikawa i dirigida per Joel Núñez. És protagonitzada per Ximena Herrera i Víctor González. Es va estrenar el 25 de gener de 2013.

## Sinopsi
Una comèdia romàntica que mostra els alts i baixos d'una parella per casar-se quan la lluna de mel ja és cosa del passat. La majoria només dura set anys! D'acord amb l'OMS? És un fetitxe o en realitat és el cercle de la vida? Cada set anys es renova tot. Les cèl·lules del vostre cos canvien, biològicament som persones noves; Canvia les lletres, el gust i ... es perd l’interès genètic. Alberto estima profundament Ana i creu que les relacions es basen en el respecte, però Pepe, el seu millor amic, escriu que es basen en diamants i viagra.

## Repartiment
- Ximena Herrera - Ana
- Víctor González - Alberto
- Cristián de la Fuente - Bernardo
- Roberto Palazuelos - Pepe
- Alex Sirvent - Franco
- Yolanda Andrade - Luna
- Jacqueline Andere - Adriana
- María Sorté - Edna
- Alejandra Procuna - Tessie
- Jorge Campos - Jorge
- Arturo García Tenorio - Sergio
- Daniela Savala - Advocada
- Daniel Villar - Emmanuel
- Katherine Porto - Laura

## Nominacions i premis
En la 43a edició de les Diosas de Plata Yolanda Andrade va rebre el premi a l'actriu revelació femenina, i fou nominada a millor actor, millor actriu, millor coactuació femenina i millor actor de quadre.